# Liffey
Pour la ville de Tasmanie, voir Liffey (Tasmanie).
La Liffey est un fleuve d'Irlande qui traverse la capitale Dublin pour se jeter dans la mer d'Irlande.

## Géographie
Née dans les collines de Wicklow, elle fait l'objet d'utilisation hydroélectrique à trois reprises, Poulaphouca, Golden Falls et Leixlip. L'eau servant à produire la bière Guinness y est puisée entre la source et Dublin.

## La Liffey à Dublin
La capitale irlandaise est située de part et d'autre de l'estuaire de la Liffey. Le fleuve traverse la ville d'ouest en est, encaissé par des quais de granit et traversé par neuf ponts.
Une promenade (Bachelor Walk) a été aménagée sur une partie de son parcours, en face de Temple Bar, le quartier des pubs.

## Ha'penny Bridge

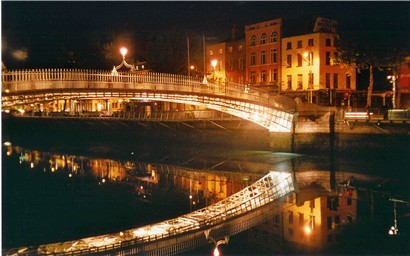
Ha'penny Bridge

Site touristique très fréquenté, le Ha'penny Bridge, est la plus ancienne passerelle et premier pont métallique de la ville.
Construite en 1816, elle doit son nom au péage qui était dû par ses usagers (un demi-penny = half penny)